# Friedrich Loeffler (Mediziner, 1885)
Friedrich Karl Georg Loeffler (* 13. September 1885 in Berlin; † 28. Mai 1967 in Ost-Berlin) war ein deutscher Orthopäde und Hochschullehrer.

## Leben

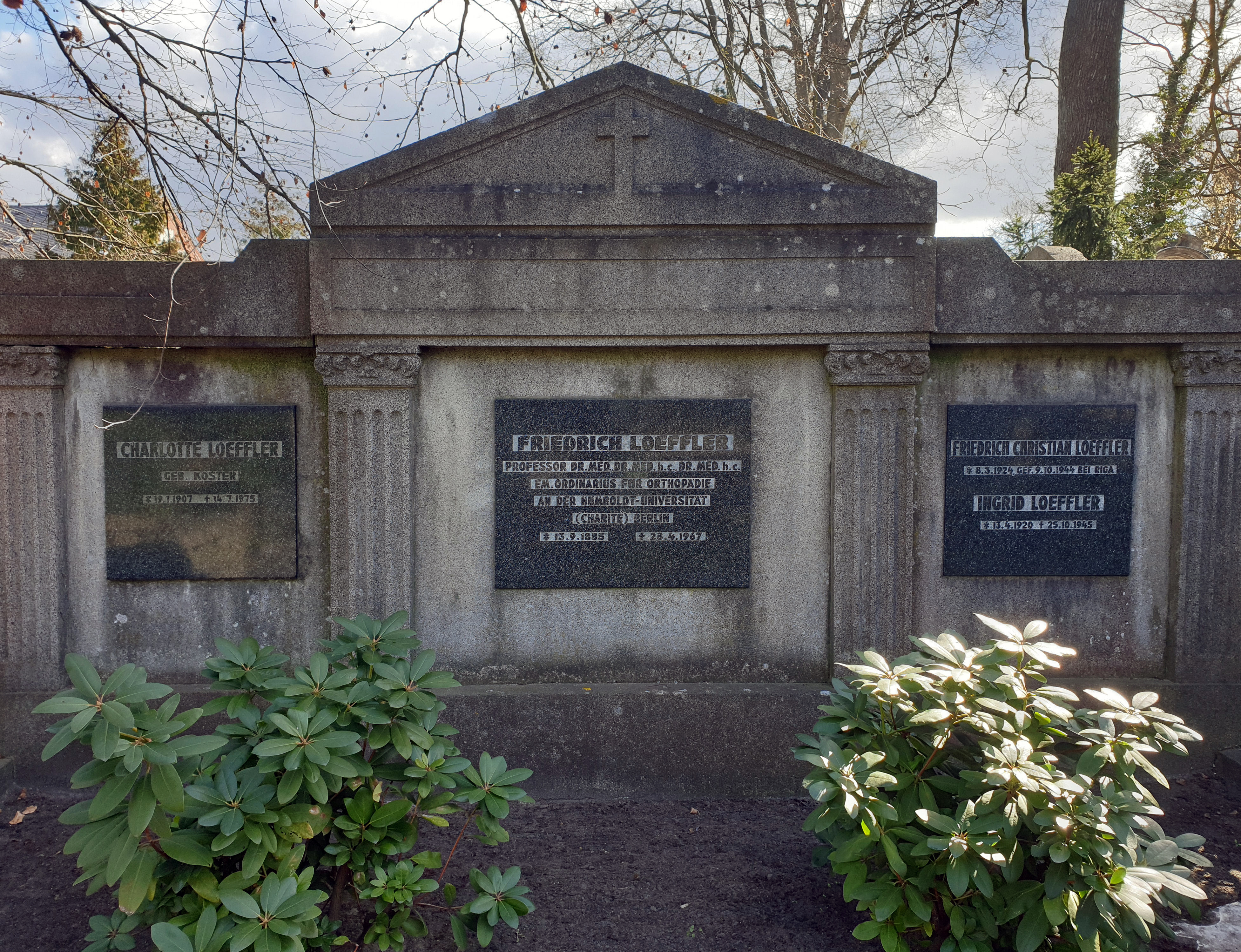
Grabstätte auf dem Evangelischen Friedhof in Berlin-Friedrichshagen

Friedrich Loeffler entstammte einer Familie bekannter Mediziner. Er wurde als Sohn des Hygienikers und Bakteriologen Friedrich Loeffler geboren. Sein Großvater war der Militärarzt Friedrich Loeffler. Sein Urgroßvater mütterlicherseits war der Geheime Sanitätsrat Laengner, ein Patenonkel von Otto von Bismarck.
Loeffler wuchs vor allem in Greifswald auf, wohin sein Vater 1888 als Professor für Hygiene und Geschichte der Medizin berufen worden war. Nach dem Abitur am humanistischen Gymnasium in Greifswald studierte er an den Universitäten Greifswald und Würzburg Medizin. 1906 wurde er wie schon sein Vater Mitglied des Corps Moenania Würzburg. 1911 wurde er an der Universität Greifswald zum Dr. med. promoviert. In den Jahren 1911 und 1912 unternahm er als Schiffsarzt mehrere große Auslandsreisen. Von 1912 bis 1914 war er als Assistenzarzt an der Orthopädischen Privatklinik von Hermann Gocht in Halle tätig. 1914 wurde er wissenschaftlicher Assistent an der Chirurgischen Universitätsklinik Halle bei Victor Schmieden und später bei Friedrich Voelcker. Am Ersten Weltkrieg nahm er von Kriegsbeginn als Marine-Oberassistenzarzt bei der 3. U-Boots-Halbflottille sowie im Marinelazarett Hamburg bis zum 1. November 1916 teil. Von 1916 bis 1922 hatte er den Auftrag zum Aufbau einer orthopädischen Abteilung an der Chirurgischen Universitätsklinik in Halle. 1919 habilitierte er sich dort für orthopädische und Unfallchirurgie.
Von 1921 bis 1922 leitete er eine Privatklinik in Merseburg. 1923 wurde er zum außerordentlicher Professor für orthopädische und Unfallchirurgie an der Universität Halle ernannt und wurde Leitender Arzt der orthopädischen Heilanstalt für den Regierungsbezirk Merseburg und der Privatklinik für orthopädische und Unfallchirurgie in Halle. Von 1932 bis 1945 fungierte er als Durchgangsarzt für die Mitteldeutsche Berufsgenossenschaft. Zum 1. April 1936 trat er in die NSDAP ein (Mitgliedsnummer 3.729.266).
Nach dem Ende des Zweiten Weltkrieges wurde er 1945 durch die Universität Halle entlassen und 1950 erneut als Professor mit Lehrauftrag für Orthopädie eingestellt. Von 1951 bis 1957 war er Professor mit Lehrstuhl für Orthopädie an der Humboldt-Universität zu Berlin und Direktor der Orthopädischen Klinik der Charité. Zusätzlich übte er von 1953 bis 1955 die Professur mit Lehrstuhl für Orthopädie an der Universität Leipzig aus und war kommissarischer Direktor der dortigen Orthopädischen Klinik. 1953 war Loeffler Gründungsvorsitzender der Gesellschaft für Orthopädie der DDR. 1958 übernahm er die Leitung der chirurgischen Abteilung des Krankenhauses Kaulsdorf, die er 1961 mit 76 Jahren abgab. Er wurde auf dem Evangelischen Friedhof Berlin-Friedrichshagen bestattet.
Auf Loeffler gehen einige neue Operationsmethoden zurück. Besonders zu nennen ist eine operative Methode zur Behandlung der habituellen Schulterluxation.

## Auszeichnungen
- Eisernes Kreuz II. Klasse (im Ersten Weltkrieg)
- Rote Kreuz-Medaille (Preußen) 3. Klasse
- Verdienter Arzt des Volkes, 1954
- Ehrendoktor der Medizinischen Fakultät der Universität Leipzig, 1965
- Ehrendoktor der Medizinischen Fakultät der Universität Greifswald
- Ehrenmitglied der Deutschen Orthopädischen Gesellschaft
- Ehrenmitglied der Gesellschaft für Orthopädie der DDR

## Schriften
- Die Bahnen der spondylitischen Senkungsabszezze, 1919
- Was müssen die Eltern von der orthopädischen Fürsorge und Erziehung ihrer Kinder wissen?, 1920
- Der Verband – Lehrbuch der chirurgischen und orthopädischen Verbandbehandlung, 1922 (zusammen mit Fritz Härtel)
- Chirurgie der Wirbelsäule und des Beckens In: Lehrbuch der Chirurgie
- Allgemeine Orthopädie für Ärzte und Studierende, 1964
- Orthopädische Operationslehre, 2. Auflage, 1979 (zusammen mit Peter Friedrich Matzen und Eberhard W. Knöfler)